# Kirtling
Kirtling – wieś i civil parish w Anglii, w Cambridgeshire, w dystrykcie East Cambridgeshire. W 2011 civil parish liczyła 327 mieszkańców. Kirtling jest wspomniana w Domesday Book (1086) jako Chertelinge.